# 新开岭乡
新开岭乡，是中华人民共和国辽宁省葫芦岛市建昌县下辖的一个乡镇级行政单位。

## 行政区划
新开岭乡下辖以下地区：
新开岭村、菠椤树村、东南杖子村、红旗村、房身沟村、青山村、白杖子村和郭杖子村。